# Metalimnobia triocellata
Metalimnobia triocellata là một loài ruồi trong họ Limoniidae. Chúng phân bố ở miền Tân bắc.